# Don't Be Cruel (album)
Don't Be Cruel è il secondo album discografico in studio del cantante statunitense Bobby Brown, pubblicato nel 1988. L'album è il maggior successo di Brown, con oltre 12 milioni di copie vendute nel mondo.

## Tracce
1. Cruel Prelude – 0:39
2. Don't Be Cruel – 6:52 (Kenneth "Babyface" Edmonds, Antonio "L.A." Reid, Daryl Simmons)
3. My Prerogative – 4:51 (Bobby Brown, Gene Griffin, Teddy Riley)
4. Roni – 5:58 (Kenneth "Babyface" Edmonds, Darnell Bristol)
5. Rock Wit'cha – 4:49 (Kenneth "Babyface" Edmonds, Darnell Bristol)
6. Every Little Step – 3:57 (Kenneth "Babyface" Edmonds, Antonio "L.A." Reid)
7. I'll Be Good to You – 4:25 (Bobby Brown, Gene Griffin)
8. Take It Slow – 5:22 (Jay Logan, Lee Peters, Larry White)
9. All Day All Night – 4:40 (Lee Peters, DeWayne Sweet, Dennis Wadington, Larry White)
10. I Really Love You Girl – 5:11 (Bobby Brown, Gordon Jones)
11. Cruel Reprise – 0:18

## Cover
Una cover del brano My Prerogative è stata portato al successo da Britney Spears nel 2004.